# Mobiele Urgentiegroep

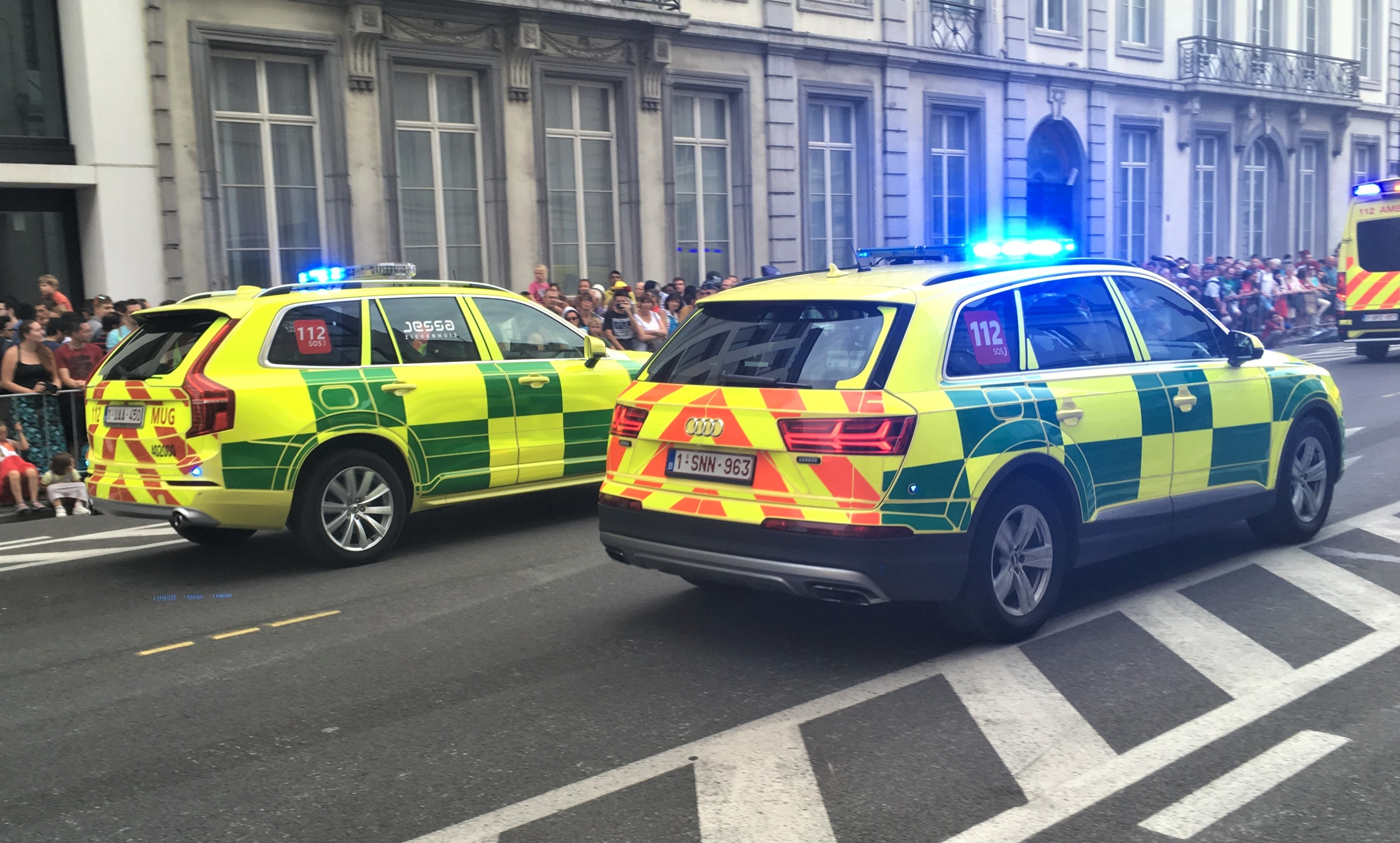
MUG-voertuigen met Battenburgkleuren (2018).

Een Mobiele Urgentiegroep (MUG) (in het Frans: Service Mobile d'Urgence et de Réanimation (SMUR)) is een gespecialiseerde eenheid die in België ingeschakeld wordt in de Dringende Geneeskundige Hulpverlening (het 112-systeem) en gespecialiseerde bijstand verleent aan het team van een ambulance. Ze fungeert als een verlengstuk van de spoedgevallendienst van een ziekenhuis en biedt gespecialiseerde dringende zorgen aan patiënten met ernstige en levensbedreigende problemen, zoals patiënten met een hart- of ademhalingsstilstand of een zwaar trauma.

## Geschiedenis
In de jaren 60 vonden enkele eerste proeven plaats waarbij een helikopter werd ingezet in de Dringende Geneeskundige Hulpverlening met medewerking van onder andere het Belgische Rode Kruis, de luchtmacht en het Leuvense Sint-Rafaëlziekenhuis (tegenwoordig een campus van het UZ Leuven). Deze proeven werden echter allen zonder gevolg stopgezet. In 1973 kwam er voor het eerst echte steun van de overheid voor een helikopter. Onder de naam 'Helihulp' werd een project opgestart waarbij een helikopter beheerd door de Civiele Bescherming beurtelings in Beernem (met medewerking van het Brugse AZ Sint-Jan) en Crisnée werd gestationeerd. In 1986 werd deze Helihulp echter ook stopgezet. Het Brugse Instituut voor Medische Dringende Hulpverlening (IMDH) nam daarop de werking van de helikopterdienst op zich. Sinds 1986 werd deze MUG-helikopter ononderbroken uitgebaat door het IMDH.
De eerste MUG over de weg ontstond eveneens bij het AZ Sint-Jan in Brugge aan het einde van de jaren 60 toen het een apart voertuig in gebruik nam om een medisch team ter plaatse te brengen. Tot die tijd was het nog de brandweer die bij een ernstig ongeval met een ambulance een medisch team ging ophalen in het ziekenhuis om dan verder te rijden naar de plaats van het ongeval. In 1975 kreeg het Brusselse Sint-Pietersziekenhuis zelf ook een wagen opdat een arts sneller ter plaatse zou kunnen zijn. Deze werd echter weinig gebruikt. In 1978 werden drie 'snelle wagens' bij drie Brusselse ziekenhuizen geplaatst die door een bestuurder, verpleegkundige en arts bemand moesten worden. Daarna kregen ook het AZ Sin-Jan en het UZ Leuven een snelle wagen. Deze medische interventieteams werden in tegenstelling tot eerdere initiatieven wél door de overheid gefinancierd. Dit waren de eerste feitelijke MUG-diensten hoewel de term zelf toen nog niet bestond. In het begin van de jaren 80 werd de officiële benaming 'Mobiele Urgentiegroep' voorgesteld voor dit soort eenheden. De hedendaagse normen voor MUG-diensten deden in 1998 hun intrede.

## Personeel
Een MUG-team moet minstens bestaan uit een gespecialiseerde arts (meestal een urgentiearts) en een spoedverpleegkundige (met de bijzondere beroepstitel in de intensieve zorg en spoedgevallenzorg) en begeeft zich met een speciaal uitgerust voertuig (of helikopter) naar de interventieplaats. Sommige MUG-teams hebben extra bemanning aan boord zoals een hulpverlener-ambulancier (die dan meestal het voertuig bestuurt en assisteert tijdens de interventie) of een arts of verpleegkundige in opleiding. Ambulanciers die in een MUG-team werken krijgen vaak verdere opleiding op de spoedgevallendienst van het ziekenhuis waaraan de MUG verbonden is. Wanneer de MUG niet op interventie is, is het personeel ervan werkzaam op de spoedgevallendienst van het ziekenhuis waaraan de MUG verbonden is.

## Interventies
Een MUG wordt ingeschakeld door de Noodcentrale 112 indien uit een noodoproep blijkt dat een patiënt mogelijk in levensgevaar is. Een ambulancier kan ter plaatse ook aan de Noodcentrale 112 verzoeken om de assistentie van een MUG (zoals wanneer de toestand van een patiënt verslechtert of wanneer men pijnstilling wil toedienen alvorens tot transport over te gaan). In de opleiding tot hulpverlener-ambulancier wordt aangeleerd dat MUG-bijstand aangewezen is bij de afwezigheid van één of meerdere vitale parameters (vrije ademweg, ademhaling, circulatie en bewustzijn; volgens de ABCDE-methode) of het risico op het afwezig worden van één of meerdere van deze parameters. Het MUG-personeel kan ter plaatse dringende medische zorgen toedienen waarvoor ambulanciers niet bevoegd zijn, zoals het intuberen van patiënten of het toedienen van geneesmiddelen. Naast prioritaire interventies in opdracht van de Noodcentrale 112 kan een MUG ook ingeschakeld worden om een dringend interhospitaal transport (transport van een ziekenhuis naar een ander ziekenhuis) te begeleiden. Ook kan de MUG binnen het eigen ziekenhuis worden opgeroepen (interne MUG) bij bijvoorbeeld een reanimatie. Een MUG beschikt enkel over een voertuig waarmee het personeel en materiaal ter plaatse kan gebracht worden en vervoert zelf dus geen patiënten. Patiënten worden steeds in de ambulance vervoerd (behalve bij MUG-helikopters, waarbij de patiënt ook in de helikopter vervoerd kan worden). Bij patiënten in kritieke toestand blijft het MUG-personeel bij de patiënt in de ambulance tijdens de rit naar het ziekenhuis.

## Financiering en verspreiding

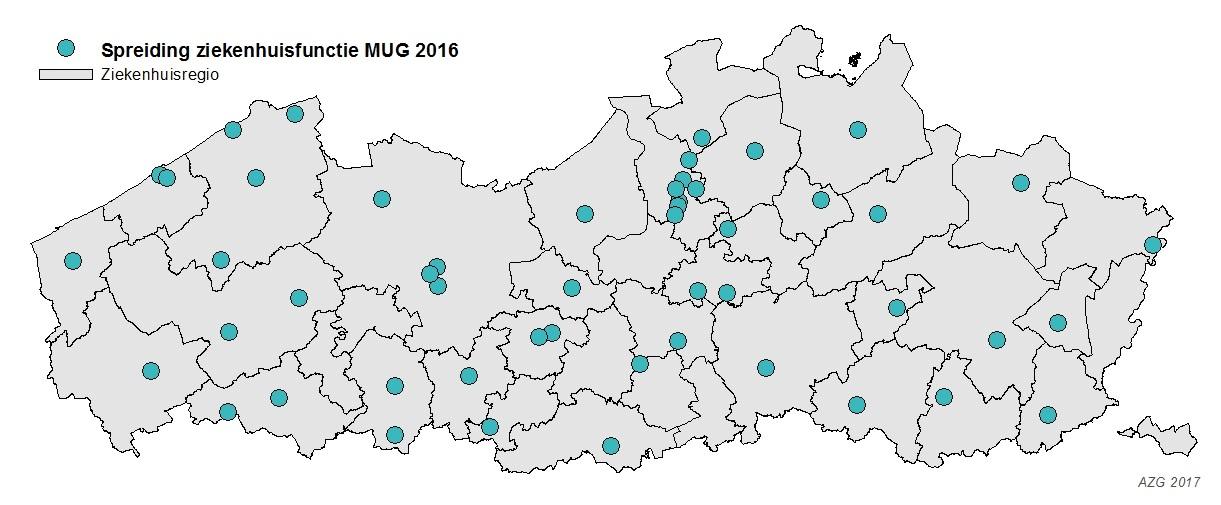
Spreiding van MUG-diensten in Vlaanderen (2016).

De inzet van een MUG zelf wordt niet gefactureerd aan de patiënt; wel worden de prestaties van de MUG-arts verrekend op de ziekenhuisfactuur indien de patiënt wordt opgenomen in het ziekenhuis. Alle MUG-diensten ontvangen financiering vanuit de federale overheid en moeten deelnemen aan de MUGREG (de verplichte registratie van alle MUG-interventies bij de FOD Volksgezondheid). Vroeger gebeurde die op papier maar sinds april 2008 verloopt de MUGREG via een internettoepassing. Deze registratie dient om de werking en programmatie van de MUG-diensten te kunnen evalueren en het overheidsbeleid te ondersteunen.
Er zijn anno 2016 honderd erkende MUG-diensten in België, waarvan sommigen in een beurtrol tussen meerdere ziekenhuizen werken. Een MUG-dienst is altijd gekoppeld aan de spoedgevallendienst van een ziekenhuis; enkel ziekenhuizen die over een erkende spoedgevallendienst (functie "gespecialiseerde spoedgevallenzorg") beschikken, kunnen een MUG hebben. Of een ziekenhuis de toelating voor een MUG krijgt hangt af van vastgelegde programmatiecriteria die het aantal noodzakelijke MUG-diensten in een gebied vaststellen. Een MUG is een ziekenhuisfunctie (een zorgonderdeel van een ziekenhuis dat diensten levert horizontaal over verschillende ziekenhuisafdelingen heen). MUG-diensten moeten voldoen aan de normen uit het koninklijk besluit over de Mobiele Urgentiegroepen en worden erkend door de FOD Volksgezondheid. De Federale Gezondheidsinspecteur (FGI) controleert of ze voldoen aan de normen. In het kader van de zesde staatshervorming, waarbij een aantal bevoegdheden rond gezondheidszorg zijn overgedragen aan de Gemeenschappen, kunnen deze sinds 2014 echter aanvullende erkenningsnormen bepalen voor MUG-diensten.

## Voertuigen

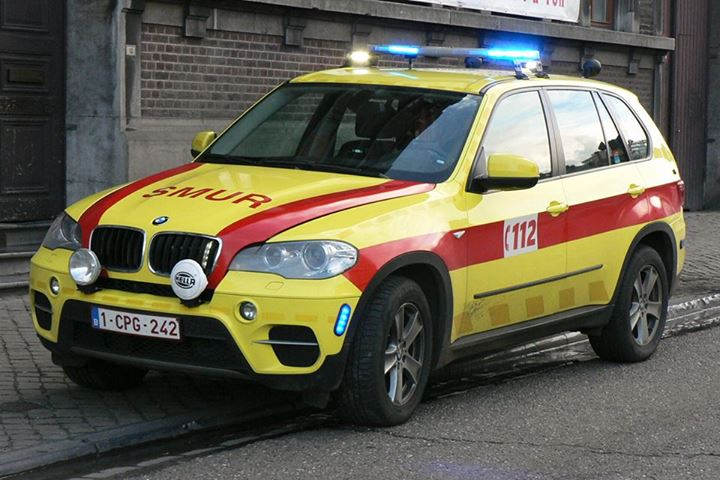
Voertuig (BMW X5) van een Mobiele Urgentiegroep te Luik met een oude striping.

De voertuigen die door MUG-diensten gebruikt worden zijn vaak van het type stationwagen of SUV, omdat ze voldoende ruimte moeten hebben om zowel het MUG-personeel als verzorgingsmateriaal en medische apparatuur te vervoeren. Ook moeten ze in staat zijn uiteenlopende plaatsen in uiteenlopende weersomstandigheden te bereiken; daarom zijn ze vaak van vierwielaandrijving voorzien. Enkele vaak door Belgische MUG-diensten gebruikte voertuigen zijn de Volvo XC70 en de Volvo XC90, maar ook andere modellen van bijvoorbeeld Volvo, Audi, Mercedes-Benz, BMW, Land Rover of Toyota worden als MUG-voertuig gebruikt.
In de nasleep van de aanslagen op 13 november 2015 in Parijs en 22 maart 2016 in Brussel werd besloten dat de voertuigen en het personeel van de Dringende Geneeskundige Hulpverlening herkenbaarder moesten zijn. Voertuigen voor dringende hulp (waaronder MUG-voertuigen en ambulances) worden met groen-gele Battenburgpatronen op de zijkanten en een oranje-geel visgraatpatroon op de achterkant uitgerust. De hulpverleners krijgt eenzelfde gestandaardiseerd geel-enamelblauw uniform met verschillende kleuren voor de Star of Life voor de verschillende soorten hulpverleners (waaronder rood voor artsen en groen voor verpleegkundigen). Deze veranderingen zouden in 2021 voltooid moeten zijn.

## MUG-helikopters

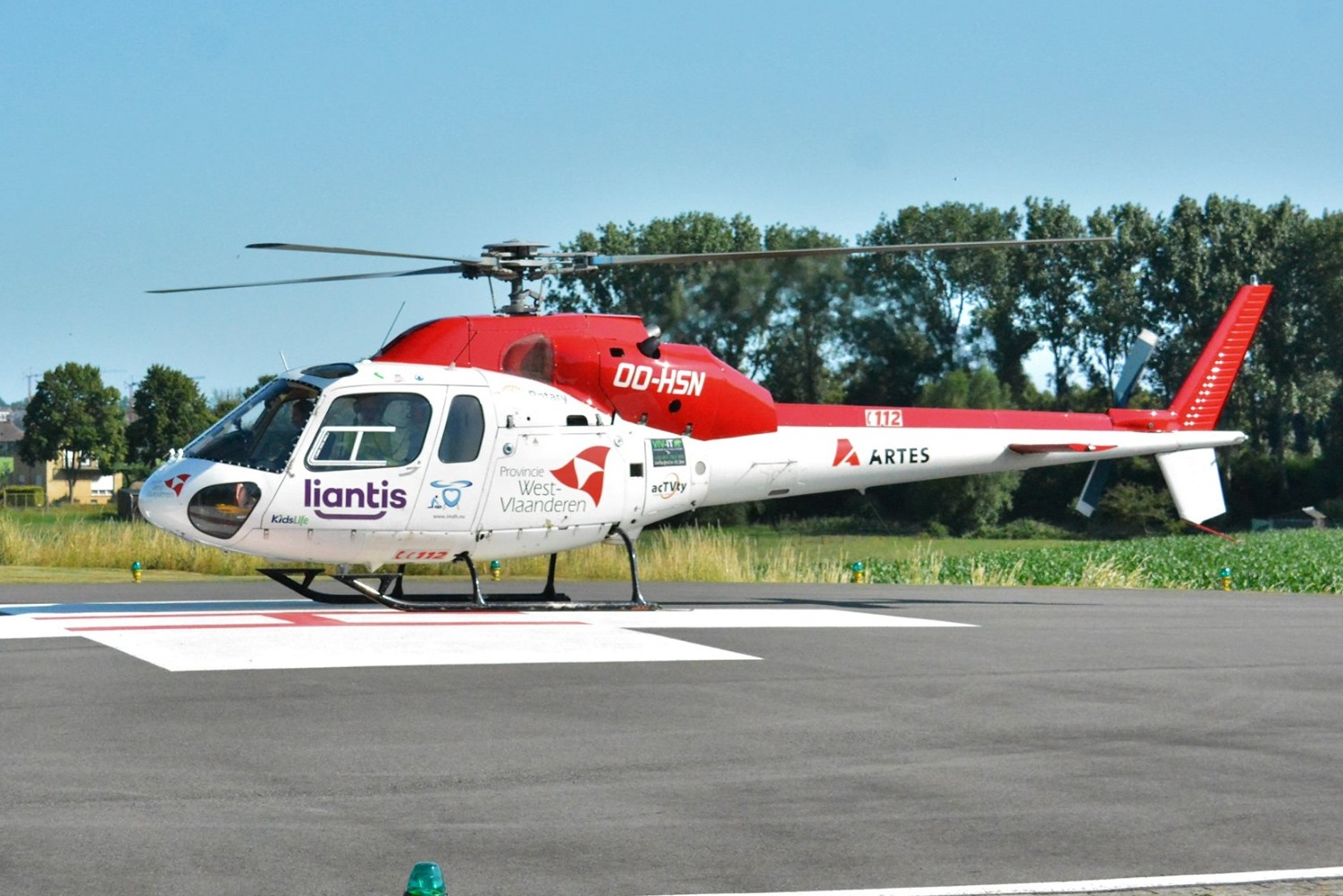
MUG-helikopter West-Vlaanderen op het helikopterhaven van het Jan Yperman Ziekenhuis.

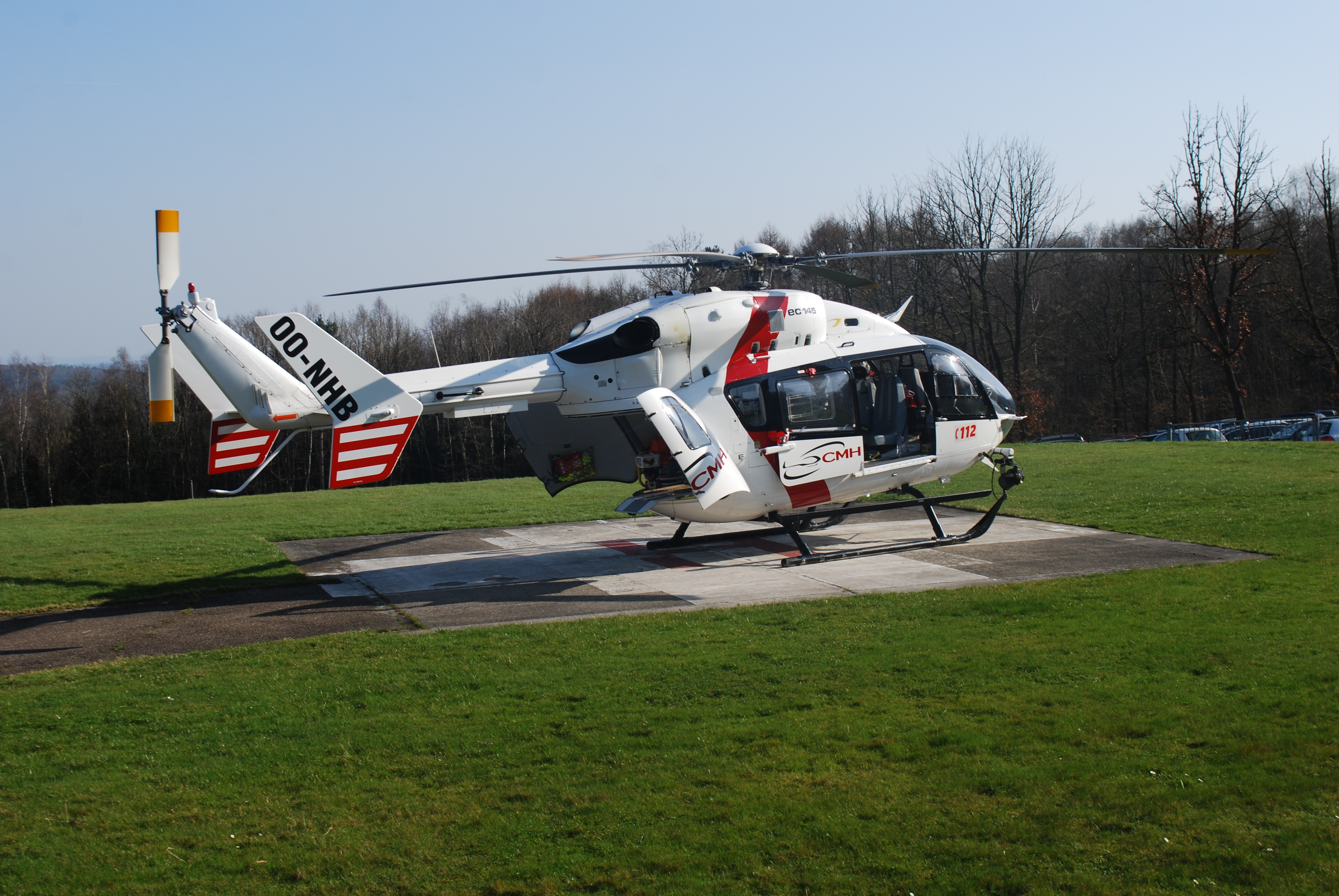
MUG-helikopter van Bra-sur-Lienne (2017).

Sinds 1998 is de MUG-helikopter West-Vlaanderen (uitgebaat door het IMDH en met het AZ Sint-Jan als standplaats) als enige MUG-helikopter in Vlaanderen erkend binnen de Dringende Geneeskundige Hulpverlening. Daarnaast is er ook nog een MUG-helikopter in Bra-sur-Lienne die in Wallonië opereert. De MUG-helikopters worden ook wel als MUGH's afgekort. In tegenstelling tot de MUG-voertuigen over de weg kunnen de MUG-heli's wél het vervoer van de patiënt op zich nemen. Voor dit vervoer worden dan dezelfde tarieven aangerekend aan de patiënt als voor regulier ambulancevervoer over de weg. Voor de rest beschikken ze over dezelfde uitrusting als gewone MUG-voertuigen.
De financiering van de MUG-heli's is echter al sinds hun ontstaan een heikel punt, want in tegenstelling tot de reguliere MUG-diensten ontvangen de twee MUG-heli's geen werkingsmiddelen vanuit de federale overheid. Officieel zijn ze namelijk nog steeds 'experimentele satellieten' en hebben ze geen vastgelegd wettelijk kader. Dit terwijl de uitbating van een MUG-helikopter niet goedkoop is; zo bedraagt de jaarlijkse kostprijs voor de Brugse helikopter ongeveer 600.000 euro. Daarom krijgt het IMDH al sinds geruime tijd een financiële bijdrage van de provincie West-Vlaanderen, een aantal gemeentes uit West- en Oost-Vlaanderen en enkele Nederlandse gemeentes. Om het resterende geld bij elkaar te krijgen doet het IMDH een beroep op sponsors en organiseert het acties om fondsen te werven. Omwille van de precaire financiële situatie van de MUG-heli's is de provincie West-Vlaanderen sinds lang vragende partij om een goede basisfinanciering van de MUG-heli's te voorzien vanuit de federale overheid, die de bevoegdheid draagt voor de Dringende Geneeskundige Hulpverlening. Een akkoord hierrond werd in 2013 verworpen door het Centre Médical Héliporté, de vzw van de Waalse MUG-helikopter, omdat als voorwaarde gesteld werd dat de MUG-heli's aan een spoedgevallendienst van een ziekenhuis moesten gekoppeld zijn net als reguliere MUG-diensten. De MUG-heli van Bra-sur-Lienne vertrekt namelijk van een standplaats die niet bij een ziekenhuis ligt. In het voorjaar van 2018 zou minister van Volksgezondheid Maggie De Block de knoop rond de erkenning en financiering van de MUG-helikopters doorhakken.
Over de West-Vlaamse MUG-heli is tevens het televisieprogramma Helden van Hier: In de Lucht gemaakt, dat in 2016 en 2017 op televisiezender VTM werd uitgezonden.

## Paramedische interventieteams
Buiten de MUG-diensten bestaan er ook de zogenaamde Paramedische Interventieteams (PIT's). Een PIT is in feite een ambulance die in plaats van twee ambulanciers, een ambulancier en een spoedverpleegkundige (met de bijzondere beroepstitel in de intensieve zorg en spoedgevallenzorg) aan boord heeft. Een PIT fungeert daarmee als tussenniveau tussen ambulance en MUG. Net als een MUG is een PIT verbonden met de spoedgevallendienst van een ziekenhuis. De spoedverpleegkundige mag aan de hand van vooraf opgestelde procedures en staande orders zelfstandig enkele medische handelingen uitvoeren, zoals de luchtweg vrijwaren of bepaalde geneesmiddelen toedienen, die normaal gezien aan artsen zijn voorbehouden. Ambulanciers mogen dergelijke handelingen niet uitvoeren. Sommige PIT's werken als tussenoplossing in gebieden waar de aanrijtijd van een MUG lang is. In Brugge vindt tevens een proef plaats met het AZ Sint-Jan en het AZ Sint-Lucas waarbij beide ziekenhuizen over een PIT beschikken. Deze PIT kan bijkomend bemand worden met een MUG-arts waardoor de PIT als PIT+ oftewel MUGP uitrukt.

## Statistieken
De FOD Volksgezondheid publiceert jaarlijks een MUG-rapport met algemene gegevens en statistieken van de interventies uitgevoerd door alle Belgische MUG-diensten. Dit rapport wordt opgesteld met de gegevens verzameld via de MUGREG waaraan alle Belgische MUG-diensten verplicht moeten deelnemen. In het MUG-rapport van 2016 kunnen onder andere de volgende gegevens gevonden worden:
- In 2016 voerden alle Belgische MUG-diensten in totaal 121.922 geregistreerde primaire en 3.663 geregistreerde secundaire interventies uit (naast 3.615 interventies waarvoor gegevens ontbraken), wat neerkwam op een gemiddelde van 333 primaire en 10 secundaire interventies per dag. Ten opzichte van 104.786 primaire en 3.271 secundaire interventies in 2012 stijgt het aantal MUG-interventies dus jaarlijks gestaag. Het gemiddeld aantal MUG-interventies per uur van de dag was in 2016 het laagst tussen 04:00 en 05:00 uur met 2.393 interventies en het hoogst tussen 11:00 en 12:00 uur met 7.422 interventies. Het hoogste relatieve aantal interventies per aantal inwoners vond plaats in de provincie Henegouwen (1.609,84 interventies per 100.000 inwoners) en het laagste relatieve aantal in de provincie Vlaams-Brabant (737,29 interventies per 100.000 inwoners).
- Het gemiddelde tijdsinterval bij primaire interventies tussen het moment dat de MUG gealarmeerd werd en het moment dat de MUG daadwerkelijk van zijn standplaats vertrok bedroeg 156,8 seconden oftewel ongeveer 2,5 minuten (met 134,0 seconden als mediaan). Het gemiddelde tijdsinterval tussen het vertrek van de MUG en de aankomst op de interventieplaats bedroeg 9,5 minuten (met 6,9 minuten als mediaan). De gemiddelde tijd ter plekke (het tijdsinterval tussen de aankomst op en het vertrek van de interventieplaats) van de MUG bedroeg 19,1 minuten (met 16,2 minuten als mediaan). De gemiddelde transporttijd (het tijdsinterval tussen het vertrek van de interventieplaats en de aankomst in het ziekenhuis bij een door de MUG begeleid ambulancetransport) bedroeg 11,4 minuten (met 7,1 minuten als mediaan). De gemiddelde volledige interventietijd (het tijdsinterval tussen het vertrek van de MUG en het terug beschikbaar zijn op zijn standplaats) bedroeg 154,8 minuten (met 45,0 minuten als mediaan).
- Iets meer dan drie kwart oftewel 76,63% van de gerapporteerde primaire MUG-interventies vond plaats in de privésfeer thuis of in een rusthuis (93.473 interventies), 11,76% vond plaats op een openbare plaats met uitzondering van verkeersgerelateerde interventies (14.345 interventies), 4,89% was verkeersgerelateerd (5.966 interventies) en 6,71% vond plaats op een overige plek zoals een school of werkplaats of omwille van een preventieve aanwezigheid (8.189 interventies).
- De grootste gerapporteerde leeftijdscategorie van patiënten bij primaire MUG-interventies was de leeftijdscategorie 80-tot-90-jarigen (18.276 patiënten), gevolgd door 70-tot-80-jarigen (15.772 patiënten) en 60-tot-70-jarigen (14.537 patiënten), ermee rekening houdend dat voor 11.544 patiënten gegevens ontbraken. De gemiddelde leeftijd van patiënten bij primaire MUG-interventies was 57,42 jaar.
- De grootste gerapporteerde 'externe oorzaak' waarvoor een MUG intervenieerde was een val (10.111 interventies), de tweede grootste een alcoholintoxicatie (6.732 interventies) en de derde grootste een verkeersongeval (6.078 interventies). Tevens vonden er 10.728 gerapporteerde primaire interventies plaats voor een hartstilstand, waarbij in 77,24% van de gevallen (8.286 interventies) de patiënt ter plekke overleed.

## Andere landen
De MUG is deels gelijkaardig aan het Nederlandse Mobiel Medisch Team. Alleen zijn er veel meer MUG's dan MMT's en hebben beide duidelijk verschillende inzetcriteria. Nog andere landen zoals Duitsland, Frankrijk of Italië kennen aan MUG's gelijkaardige eenheden, waarbij een arts en verpleegkundige zich eveneens met een eigen voertuig naar een patiënt begeven ter ondersteuning van een ambulance. In de meeste Engelstalige landen zoals de Verenigde Staten of het Verenigd Koninkrijk zijn artsen en verpleegkundigen (met medische helikopters als uitzondering) vrijwel niet actief in de prehospitaal hulpverlening. Geavanceerde dringende zorgen worden dan vaak geleverd door hoogopgeleide ambulancemedewerkers; zogenaamde paramedics.